# Габријел Кастиљо
Габријел Кастиљо (шп. Gabriel Castillo; 24. април 2001) боливијски је пливач чија ужа специјалност су трке леђним стилом. 

## Спортска каријера
Кастиљо је са наступима на међународнојс цени започео током 2019. године, а прво веће такмичење на коме је учествовао је било Јуниорско првенство Јужне Америке у Сантијагу, где је остварио неколико солидних резултата, а у трци на 50 леђно је освојио бронзану медаљу. 
Исте године је дебитовао и у сениорској конкуренцији, на Светском првенству у корејском Квангџуу, где је пливао у квалификацијама трка на 50 леђно (52. место) и 100 леђно (50. место). Потом је учествовао на Панамеричким играма у Лими где је био 22. у трци на 100 леђно, а дебитантску годину на међународним такмичењима је завршио наступом на Светском јуниорском првенству у Будимпешти. 